# Corporate Purpose
Corporate Purpose oder kurz CP (von engl. corporation für ‚Gesellschaft‘, ‚Firma‘ und purpose für ‚Zweck‘) ist der höhere Zweck einer wirtschaftlichen Organisation oder eines Unternehmens, der über die Gewinnorientierung hinausgeht. Das Ziel ist dabei im Unternehmen mit seinen verschiedenen Öffentlichkeiten einen Mehrwert zu schaffen, welcher im direkten Zusammenhang mit der Profitgenerierung steht.

## Einordnung
Corporate Purpose ist ein Element der Corporate Philosophy, also der klassischen Unternehmensphilosophie, die wiederum ein Teil der ganzheitlichen Unternehmensidentität Corporate Identity ist. Die Corporate Identity umfasst Corporate Behaviour, Corporate Communication, Corporate Design, Corporate Culture, Corporate Language, Corporate Philosophy und die Corporate Soul.

## Allgemein
Der klassische Unternehmenszweck hat sich zu einem höheren Zweck hin entwickelt, der gesellschaftliche Belange stärker berücksichtigt. Denn Corporate Purpose sagt der Welt und den Menschen aus allen erreichten Interessengruppen, was das Unternehmen ökonomisch, ökologisch und sozial für sie tun will und kann, um ihr Leben besser zu machen.

## Ziele
Durch die Definition eines Corporate Purpose wird das Ziel verfolgt eine maßgeschneiderte und ganzheitliche Unternehmensidentität zu erstellen.
Der Corporate Purpose verfolgt außerdem das Ziel der Formulierung, wie wirtschaftlicher Erfolg mit sozialer Verantwortung in Einklang gebracht werden kann (Corporate Social Responsibility). Purpose-Ziele und Profit-Ziele beeinflussen sich gegenseitig im positiven, dieses Zusammenspiel spielt für die Existenz von Unternehmen eine immer wichtigere Rolle. Positive Effekte durch die Investition in Corporate Purpose sind vor allem:
1. Der Mehrwert auf die Marktumwelt und relevante Stakeholder
2. Unternehmen und Mitarbeiter
3. Wirtschaftlicher Erfolg eines Unternehmens

Ein transparenter Corporate Purpose steigert den Wettbewerbsfaktor und erhöht somit auch den Umsatz eines Unternehmens. Für alle Menschen, aber besonders für die Nachwuchsgeneration sind Faktoren wie eine ethische Grundhaltung zunehmend entscheidend für die Arbeitgeberattraktivität. Auch die Konsumenten von Unternehmen erwarten, dass verantwortungsbewusst gehandelt wird. Für purposebehaftete Produkte ist die Kaufbereitschaft größer, dies steigert die Weiterempfehlungsrate, welche maßgeblich für den Unternehmenserfolg entscheidend ist.

## Abgrenzung zum Unternehmensleitbild und zur Vision und Mission
Corporate Purpose hat mit dem gängigen Unternehmensleitbild praktisch nichts mehr zu tun. Während das Unternehmensleitbild die Organisationskultur sowie die Vision und Mission einer Organisation beschreibt, umfasst eine Corporate Purpose die innere Überzeugung, sozusagen warum ein Unternehmen tut, was es tut. Damit ist nicht der betriebswirtschaftliche Betriebszweck gemeint, sondern die Bekräftigung des Grundes für die Geschäftstätigkeit aus Hinsicht von Ethik, Emotionen, Praxis und Historie. Corporate Purpose fokussiert sich auf die Sinnhaftigkeit des Tuns von Unternehmen, welche nach außen gerichtet die Gesellschaft bereichern will. Das klassische Unternehmensleitbild ist im Gegensatz dazu nach innen gerichtet. Denn Leitbilder werden von der Führungsebene verabschiedet, an die sich die Teilnehmer einer Organisationskultur richten sollen. Der Purpose wird im Gegensatz zu einem Unternehmensleitbild als höherer Unternehmenszweck angesehen. Der herkömmliche Zweck wird in der Praxis oft als „Commercial Purpose“ und der höhere Zweck als „Collective Purpose“ angesehen.
Die Vision eines Unternehmens beschreibt in Hinblick auf die Wirtschaftlichkeit den gewünschten „Was“-Zustand in 10–15 Jahren und kann jederzeit angepasst werden, die Purpose hingegen ist nicht für Veränderbarkeit gedacht, sie soll langfristig das Selbstverständnis des Unternehmens prägen. Die Mission beschreibt das „Wie“ in einem Geschäftsfeld, indem es darum geht wie das Konsumentenbedürfnis befriedigt werden soll. Was den Definitionen von Vision und Mission fehlt, ist das „Warum“, welches die Corporate Purpose beantworten soll. Die Corporate Purpose beschreibt den höheren Unternehmenszweck, den ein Unternehmen verfolgt – also das Warum – das dann spezifiziert werden kann durch das Was und das Wie mit der Vision und Mission eines Unternehmens. Keineswegs soll die Corporate Purpose die Vision und Mission ablösen, im Gegenteil, die Purpose ist eine Ergänzung und bildet eine Basis für eine neue Mission und Vision.

## Entwicklung
Der Unternehmenszweck entwickelte sich vor allem durch die Generation Y und verändertes Konsum- und Arbeitsverhalten zur Corporate Purpose.
Viele Jahre bekam der Unternehmenszweck keine Aufmerksamkeit, da die Annahme vertreten wurde, dass der einzige Zweck von Unternehmen das offensichtliche Umsatzerwirtschaften sei. Bereits 1927 thematisierte Donham die Notwendigkeit eines unternehmerischen Beitrags zur gesellschaftlichen Entwicklung. Der Managementvordenker Peter Drucker betonte bereits 1954, dass der Unternehmenszweck in der Gesellschaft liegen müsse.
Zu Beginn der 1970er Jahre bekam der Unternehmenszweck aufgrund des Shareholder-Value-Ansatzes eine weitere Sichtweise, bei der der Unternehmenszweck schon nicht mehr nur um das reine Wirtschaften ging, sondern um die Interesse der Anteilseigner. Dies erweiterte sich nur noch mit der Stakeholder-Orientierung, die besagt, dass ein Unternehmen nicht nur Anteilseigner, sondern alle Interessengruppen befriedigen müsse, welche sich 1984 weiter festigte. Mitte der 1990er Jahre wurde ein weiterer Meilenstein in der Geschichte der Corporate Purpose gelegt, da durch Studien belegt wurde, dass Unternehmen, die über eine Vision und grundlegende Überzeugungen verfügen, überdurchschnittlich erfolgreich sind. Dadurch, dass in den 1990er Jahren auch das gesellschaftliche Interesse an Nachhaltigkeit und Ökologie zunahm, wurde davon das unternehmerische Handeln ebenfalls merklich beeinflusst. 2009 bekam der Unternehmenszweck durch den Bestseller „Start With Why“ von Sinek ein neues Verständnis, da dort erklärt wurde, dass jeder unternehmerische Tätigkeit mit einem „Warum“ beantwortet werden sollte, sodass der Zweck immer wieder hinterfragt wurde.
2018 hat der Global Leadership Forecast von Ernst & Young gezeigt, dass "Purposal Organisations" um 42 % bessere Finanzergebnisse als der Durchschnitt aufweisen. In den letzten Jahren bekam der Corporate Purpose immer mehr Aufmerksamkeit.

## Definitionen

### Corporate Purpose nach John Wilcox, von Morrow Sodali
Eine Corporate Purpose ist immer einzigartig, denn jedes Unternehmen hat eine eigene Entwicklungsgeschichte, unterschiedliche Stakeholder und andere strategische Ziele. Deshalb erfordert der Prozess eine Corporate Purpose zu ermitteln, eine tiefe Recherche in die inneren Strukturen des Unternehmens. Wichtig ist, dass sich das Unternehmen nicht eine gewünschte Corporate Purpose „ausdenkt“, sondern dass durch das Sammeln und Aufbereiten von Informationen, vielen Interviews mit Mitgliedern aus allen Hierarchien der Organisation und durch alle Abteilungen und Abläufe hinweg, die wahre Corporate Purpose erhoben wird.

### Corporate Purpose nach Robert G. Eccles, Said Business School, Oxford University & Timothy Youmans, Hermes EOS
Nach dem "Statement of Purpose Guidance Document" von Robert Eccles und Hermes EOS, welches im August 2019 veröffentlicht wurde, sieht die Corporate Purpose eine einfache einseitige, vom Verwaltungsrat des Unternehmens herausgegebene Erklärung vor, in der der Zweck des Unternehmens und die Art und Weise, wie wirtschaftlicher Erfolg mit sozialer Verantwortung in Einklang gebracht werden kann, klar formuliert sind.

### Corporate Purpose nach CECP
Die CECP ist davon überzeugt, dass die soziale Strategie eines Unternehmens – also die Art und Weise, wie es mit den wichtigsten Stakeholdern wie Mitarbeitern, Gemeinden, Investoren und Kunden umgeht – über den Erfolg des Unternehmens entscheidet. Aus der Sicht von CECP, die seit Jahren Unternehmen beobachtet, die im Bereich Corporate führend sind, entwickelt sich der Trend in Zukunft von kurzen, klassischen Unternehmensleitbildern weg hin zu einer modernen Corporate Purpose, da der Stakeholder Wandel im Jahr 2019 den Unternehmenszweck neu definiert hat.

### Corporate Purpose nach Annette Bruce und Christoph Jeromin
„Corporate Purpose ist der höhere Zweck eines Unternehmens, der über die alleinige Gewinnorientierung hinausgeht. Das Ziel ist dabei die Definition und Einlösung eines langfristig Mehrwert-schaffenden Versprechens, entweder im lokalen Umfeld des Unternehmens oder dem globalen Marktumfeld, das in direktem Zusammenhang mit der Wertschöpfung des Unternehmens steht.“
Corporate Purpose ist keine neue soziale Unternehmensaufgabe, wie beispielsweise einen Teil der Gewinne in soziale Projekte zu investieren. Corporate Purpose soll eine verantwortungsbewusste Kultur des Wirtschaftens etablieren, denn sie ist die Grundlage für jede Entscheidung und die Basis jeden Handelns, weshalb sie auch die Beziehung zu allen Kunden und allen anderen Stakeholder und Shareholdern beeinflusst. Nach Bruce und Jeromin kann Corporate Purpose eine neue Art des Wirtschaftens ermöglichen, da sich häufig neue Innovationsideen ergeben und auch Märkte und neue Zielgruppen erschlossen werden können. Corporate Purpose ist eine Unternehmensphilosophie, ein Führungs- und Steuerungsinstrument für die gesamten Aktivitäten eines Unternehmens. Zusammengefasst ist ein Corporate Purpose die formulierte Übernahme von Verantwortung für wirtschaftliches Tun im Umfeld aller Stakeholder, Nutzer und auch NichtNutzer der vom Unternehmen erbrachten Leistung.